# Harttiella crassicauda
Harttiella crassicauda är en fiskart som först beskrevs av Boeseman, 1953.  Harttiella crassicauda ingår i släktet Harttiella och familjen Loricariidae. Inga underarter finns listade i Catalogue of Life.